# Чжан Дань
Чжан Дань (кит.: 張丹); *4 жовтня 1985, Харбін, Китай) — китайська фігуристка, що виступає у парному спортивному фігурному катанні в парі з Гао Джанґом. Вони — срібні медалісти ХХ Зимової Олімпіади (Турин, 2006), срібні (2006, 2008, 2009) і бронзові (2005) призери Чемпіонатів світу з фігурного катання, переможці (2005 і 2005) і багаторазові срібні та брозові призери Чемпіонатів Чотирьох Континентів з фігурного катання, переможці китайської першості з фігурного катання 2003 року. 

## Кар'єра

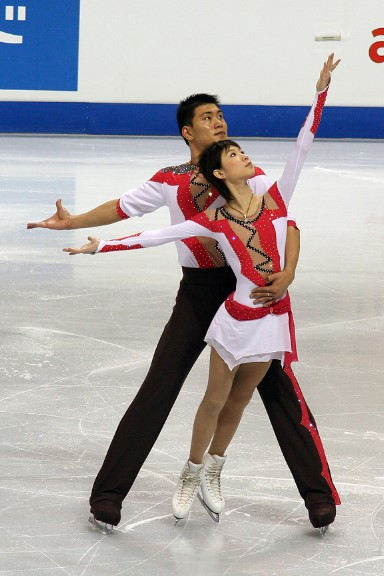
Дань Чжан і Гао Чжан на турнірі «Skate Canada»—2006

Дан Джанґ і Гао Джанґ встали в пару в 1997 році. Вони не є родичами, адже прізвище «Джанґ» (або Чжан) є доволі розповсюдженим у Китаї. 
Фактично відразу до пари Дань Чжан /Гао Чжан прийшов успіх — перше і друге місця на етапах юніорського Гран-Прі, а потому 5-те місце у Фіналі юніорського Гран-Прі. Вони також виграли «срібло» в 2000 і «бронзу» в 2001 році на Чемпіонаті Китаю з фігурного катання. На Чемпіонаті світу з фігурного катання серед юніорів 2000 року Дан і Гао, вперше на цих змаганнях, виконали підкрутку в чотири оберти.
На ХХ Зимовій Олімпіаді (Турин, 2006) вони спробували виконати викид четверний сальхов, але партнерка впала і отримала травму. Попри це, фігуристи продовжили виступ, впорались із рештою елементів програми і завоювали срібні медалі олімпійського турніру з фігурного катання.
У сезоні 2008/2009 Джанґ/Джанґ виграли обидва етапи серії Гран-Прі сезону, в яких брали участь: «Cup of Russia»—2008 та «Cup of China»—2008. Однак, у Фіналі Гран-Прі стали лише другими, програвши співвітчизникам Пан Цін і Тун Цзянь, а на світовій першості 2009 року взяли реванш у Пан Цін/Тун Цзянь, але поступились лише німецькій парі Савченко/Шолкови, виборовши, таким чином, вдруге поспіль (загалом втреттє) срібну медаль Чемпіонату світу з фігурного катання.  
У сезоні 2009/2010 спортсмени, не вигравши жодного етапу Гран-Прі, пробилися у Фінал Гран-Прі, однак лише замкнули шістку пар, що брали в ньому участь, натомість стали першими на Чемпіонаті Чотирьох Континентів з фігурного катання 2009 року. На головному старті сезону — в олімпійському турнірі спортивних пар на XXI Зимовій Олімпіаді (Ванкувер, Канада, 2010) Дан Джанґ і Гао Джанґ стали 5-ми (і це лише 3-й результат китайських пар).

## Спортивні досягнення

### після 2006 року
| Сезони/Змагання                                     | 2006/2007 | 2007/2008 | 2008/2009 | 2009/2010 |
| --------------------------------------------------- | --------- | --------- | --------- | --------- |
| Зимові Олімпійські ігри                             |           |           |           | 5         |
| Чемпіонати світу з фігурного катання                | 5         | 2         | 2         |           |
| Чемпіонати Чотирьох Континентів з фігурного катання |           | 2         | 3         | 1         |
| Чемпіонати Китаю з фігурного катання                |           | 2         |           |           |
| Фінали Гран-Прі                                     | 3         | 2         | 2         | 6         |
| Етапи Гран-Прі: «Skate America»                     |           |           |           | 3         |
| Етапи Гран-Прі: «Trophée Eric Bompard»              |           | 1         |           |           |
| Етапи Гран-Прі: «Cup of Russia»                     |           | 1         | 1         |           |
| Етапи Гран-Прі: «Cup of China»                      |           |           | 1         | 2         |
| Етапи Гран-Прі: «NHK Trophy»                        | 2         |           |           |           |
| Етапи Гран-Прі: «Skate Canada»                      | 1         |           |           |           |
| Командний Чемпіонат світу з фігурного катання       |           |           | 1/6*      |           |
| Зимові Універсіади                                  | 1         |           | 1         |           |

- * — місце в особистому заліку/командне місце

### до 2006 року
| Сезони/Змагання                                     | 1999/2000 | 2000/2001 | 2001/2002 | 2002/2003 | 2003/2004 | 2004/2005 | 2005/2006 |
| --------------------------------------------------- | --------- | --------- | --------- | --------- | --------- | --------- | --------- |
| Зимові Олімпійські ігри                             |           |           | 11        |           |           |           | 2         |
| Чемпіонати світу з фігурного катання                |           |           | 9         | 6         | 5         | 3         | 2         |
| Чемпіонати Чотирьох Континентів з фігурного катання |           |           | 3         | 3         | 2         | 1         |           |
| Чемпіонати світу з фігурного катання серед юніорів  | 4         | 1         |           | 1         |           |           |           |
| Чемпіонати Китаю з фігурного катання                | 2         | 3         | 3         | 1         | 2         |           |           |
| Фінали Гран-Прі                                     |           |           |           |           | 6         | 5         | 2         |
| Етапи Гран-Прі: «Trophée Eric Bompard»              |           |           |           | 4         | 1         |           |           |
| Етапи Гран-Прі: «Cup of Russia»                     |           |           |           |           | 3         | 1         |           |
| Етапи Гран-Прі: «NHK Trophy»                        |           |           |           |           |           |           | 1         |
| Етапи Гран-Прі: «Skate America»                     |           |           |           | 4         | 3         | 1         | 1         |
| Етапи Гран-Прі: «Cup of China»                      |           |           |           |           |           | 2         |           |
| Зимові Універсіади                                  |           |           |           |           |           | 1         |           |